# 浣衣局
浣衣局，明朝宦官官署名，为宫廷服务的八局之二，排于御膳房之后，专为宫内皇亲国戚提供洗衣服务。
为旧时宫内招收服侍宫女最多的官务场所，清代起有不少文人喜欢将故事背景设置在此处，多为皇子相中浣衣局中宫女情节，顾后不少记载均误以为浣衣局为宫女服役洗衣之处，实乃对其误解。
现浣衣局位于德胜门以西，是二十四衙门中唯一不在皇城中的宦官机构，由有内务府的宫人充任。《明史·职官志三》载“浣衣局，掌印太监一员，佥书、监工无定员。凡官人年老及罢退废者，发此局居住。惟此局在皇城内。”，明刘若愚《酌中志.客魏始末纪略》：“逆媪客氏……至奉旨籍没，步赴浣衣局，于十一月内钦差乾清宫管事赵本政临局笞死，发净乐堂焚尸扬灰。”明熹宗乳母客氏于熹宗死后奉旨前往浣衣局受杖，被活活打死。

## 官制
- 掌印太监，一员；
- 佥书，无定员；
- 监工，无定员。